# Jean Fleury (homme politique, 1901-1985)
Pour les articles homonymes, voir Jean Fleury (homonymie) et Fleury.
Jean Fleury, né le 8 juillet 1901 à Bourg-la-Reine (Seine) et mort le 20 octobre 1985 à La Norville (Essonne), est un homme politique et un résistant français de la seconde guerre mondiale (sous les noms de « Grec », « Latin I » et « Panier »).

## Biographie
Jean Fleury est né le 8 juillet 1901 à Bourg-la-Reine (Seine). Ancien élève de l'École polytechnique, ingénieur civil des Mines, il est ingénieur en chef de Radio-Paris et chef des services techniques de Radio-France de 1936 à 1939. Il crée en 1939 le poste de Radio-Saigon.

## Actions pendant la seconde guerre mondiale
Il rentre en France au mois d'août 1939. Sur le chemin du retour la mobilisation générale le surprend au Liban, à Beyrouth, où il est mobilisé sur place comme commandant des transmissions radio des Troupes du Levant. 
Après l'Armistice, il revient en France et recherche immédiatement des contacts avec la Résistance, notamment avec Honoré d'Estienne d'Orves, qui avait ouvert la première liaison radioélectrique entre la France et la Grande-Bretagne le 25 décembre 1940, mais d'Estienne d'Orves, arrêté le 21 janvier 1941, est fusillé et son réseau anéanti.
Il s'engage comme agent P2 dans le réseau « Phratrie ». Il prend contact en 1942 avec le colonel Rémy à Paris et avec Emmanuel d'Astier de la Vigerie et Raymond et Lucie Aubrac à Lyon. 
Aux uns et aux autres se posait le problème de la radio, ce qui l'amène à fonder à Lyon un réseau de transmissions qu'il baptise « Electre » et pour lequel il élabore de nouvelles techniques de transmissions clandestines qui se révèlent très efficaces. 
Comme dans les autres réseaux les pertes sont considérables et donc le trafic assez incertain, il est chargé par Londres d'organiser, sur le modèle d'Electre, des centres de transmissions indépendants et il est nommé à cet effet inspecteur national des transmissions de l'Action. 
L'ensemble de ces mesures donne des résultats surprenants. Les pertes en hommes diminuent considérablement : de 75 % en moyenne en 1941-1942, elles passent à 25 % en 1943-1944. Parallèlement le trafic augmente : la moyenne mensuelle des télégrammes expédiés était de 225 pendant le 1er semestre 1943, 510 pendant le 2e semestre 1943… 2376 télégrammes sont expédiés en juin 1944 et 3472 en juillet 1944. 
En septembre 1943, il se rend de nouveau à Londres où il est nommé chef des renseignements du BCRA (Bureau Central des Renseignements et d'Action). Il crée pour les Renseignements des centres de transmissions clandestines sur le même modèle que ceux de l'Action. 
Lorsque le général Koenig est chargé du commandement des Forces françaises de l'intérieur, Jean Fleury est nommé chef du IIIe Bureau de son État-Major.
Il termine la guerre avec le grade de colonel.

## L'après guerre
À son retour en France, il prend la direction technique de la DGER (Direction générale des études et recherches). Lorsque la paix est signée il rentre dans l'industrie où il est successivement directeur de la Société Terrazolith et de la Société des Accumulateurs et Chargeurs Dary à Courbevoie.
Conseiller municipal de Neuilly-sur-Seine en 1947, puis premier adjoint au maire Achille Peretti en 1958, il est conseiller général du canton de Neuilly-Nord de 1967 à 1973, sénateur de la Seine (1951-1952), conseiller de l'Union française (1952-1958), vice-président de l'Assemblée de l'Union française (1957-1958). 
Il a toujours suivi l'itinéraire politique du Général de Gaulle. Sénateur UNR de la Seine (mai 1962-septembre 1968), il est réélu sénateur des Hauts-de-Seine (octobre 1968-octobre 1977). Inscrit au Sénat au groupe de l'UDR, il est vice-président de la commission des Affaires culturelles en 1971 et membre de la délégation parlementaire pour la Radiodiffusion-télévision française (RTF) en 1974.
Parallèlement à son activité politique, il continue d'exercer une activité professionnelle: il crée notamment, en 1952, la Société algérienne des accumulateurs électriques à Alger, pour laquelle son expérience de l'usine de Courbevoie lui permet d'adapter sur le terrain sa conception politique du développement. Cette société a continué de fonctionner bien au-delà de l'indépendance de l'Algérie et a été, en 1974, l'une des dernières sociétés françaises à être nationalisée.
Ayant décidé de se retirer, il ne sollicite pas le renouvellement de ses différents mandats politiques : en 1973 celui de conseiller général, en 1977 celui de conseiller municipal et en 1978 celui de sénateur. 
Il s'installe à la campagne, près d'Arpajon en Essonne. Vice-président de l'Amicale des Réseaux Action de la France combattante, il se consacre à l'histoire de la radio clandestine pendant la dernière guerre. 
Le 20 octobre 1985 il meurt d'une crise cardiaque. Il est inhumé le 23 octobre au cimetière de La Norville, près d'Arpajon.

## Distinctions
- Officier de la Légion d'honneur
- Médaille de la Résistance[3]
- Croix de guerre 1939-1945
- Ordre de l'Empire britannique (militaire)

## Détail des fonctions et des mandats
Mandats parlementaires
- 23 août 1951 - 18 mai 1952 : Sénateur de la Seine
- 16 mai 1962 - 22 septembre 1968 : Sénateur de la Seine
- 22 septembre 1968 - 2 octobre 1977 : Sénateur des Hauts-de-Seine